# Anaxagorea acuminata
Anaxagorea acuminata là loài thực vật có hoa thuộc họ Na. Loài này được Michel Félix Dunal mô tả khoa học đầu tiên năm 1817 tại các trang 119 và 122 của Monographie de la famille des Anonacées như là Xylopia acuminata. Năm 1825 Auguste François Saint-Hilaire mô tả chi Anaxagorea tại trang 91 của Noveau Bulletin des Sciences. Năm 1832, Alphonse Louis Pierre Pyramus de Candolle tại trang 211 của Memoires de la Société de physique et d'histoire naturelle de Genève chuyển nó sang chi này.